# Hiệp hội Chống hàng giả và Bảo vệ Thương hiệu Việt Nam
Hiệp hội Chống hàng giả và Bảo vệ Thương hiệu Việt Nam là tổ chức xã hội nghề nghiệp phi lợi nhuận của những người và tổ chức, doanh nghiệp hoạt động trong mọi lĩnh vực sản xuất kinh doanh tại Việt Nam. Hiệp hội dịch tên ra tiếng Anh là Vietnam Association for Anti-Counterfeiting and Trademark Protection, viết tắt là VATAP.
Trụ sở Hội đặt tại địa chỉ Số 91 Đinh Tiên Hoàng, quận Hoàn Kiếm, Hà Nội.

## Mục tiêu
Hiệp hội có mục tiêu hoạt động là tập hợp đoàn kết Hội viên, hoạt động thường xuyên, không vụ lợi, bảo vệ quyền, lợi ích hợp pháp của Hội viên, đại diện cho Hội viên trong việc phối hợp với các tổ chức kinh tế và các cơ quan có liên quan để chống hàng giả, bảo vệ thương hiệu, hỗ trợ hoạt động có hiệu quả, góp phần vào việc phát triển kinh tế xã hội của đất nước.
Tuy nhiên cũng như các hiệp hội có lĩnh vực hoạt động tiềm năng rất rộng, bao trùm nhiều ngành nghề trong cả nước, và có lượng hội viên tiềm năng rất cao, thì thông tin về lượng hội viên thực có lại rất nghèo nàn.

## Hoạt động
Ngày 22/9/2015, tại Hà Nội, Hiệp hội Chống hàng giả và Bảo vệ Thương hiệu Việt Nam (VATAP) đã công bố thành lập Trung tâm Tư vấn, hỗ trợ doanh nghiệp và phát triển thương hiệu (GBC). Theo ông Lê Thế Bảo, Chủ tịch VATAP, doanh nghiệp đóng vai trò rất quan trọng nên cần có sự kết hợp giữa doanh nghiệp với các cơ quan quản lý, cơ quan thực thi để chống lại những vấn nạn hàng giả, hàng nhái. Chính doanh nghiệp là những người hiểu việc chống buôn lậu, hàng giả rõ hơn ai hết nhưng nhiều doanh nghiệp vẫn còn e ngại, khi phối hợp cùng thực hiện thì không từ chối nhưng lại không nhiệt tình vì vậy GBC ra đời sẽ góp phần tư vấn và hỗ trợ cho doanh nghiệp.
Tháng 9/2017, VATAP cùng với công luận lên tiếng về vụ "công ty VN Pharma nhập thuốc ung thư giả", đề nghị Thủ tướng chỉ đạo cơ quan chức năng xử lý thích đáng tổ chức, cá nhân có liên quan đến công tác quản lý đã để xảy ra vụ án trên; đồng thời có ý kiến đề nghị Chánh án TANDTC, Viện trưởng VKSNDTC xem xét chỉ đạo xử lý nghiêm khắc, đúng pháp luật với hình thức xử phạt đúng người, đúng tội theo quy định .

## Bê bối

### Sự kiện hàng giả được trao giải Top 10 thương hiệu hàng đầu 2017
Tháng 10/2017, Hiệp hội Chống hàng giả và Bảo vệ Thương hiệu Việt Nam đã trao giải "Top 10 Thương hiệu Sản phẩm Dịch vụ tiêu biểu Việt Nam và Gương mặt Doanh nhân tiêu biểu năm 2017" cho một số công ty, trong đó có Công ty TNHH Vinaca đặt tại quận Thanh Xuân, Hà Nội. Hiệp hội Chống hàng giả đã lập lờ giả mạo "tiêu biểu Việt Nam" trong khi chỉ có vài đơn vị góp tiền và góp mặt tham xét, không hề đủ đại diện cho hàng chục vạn doanh nghiệp cả nước. Mặt khác giấy chứng nhận thương hiệu VINACA có chữ kỹ và dấu mộc đỏ của những nhân vật của Hiệp hội, gồm nhân vật từ Viện chống làm giả thuộc VATAP; Trung tâm Tư vấn Hỗ trợ Doanh nghiệp và Phát triển Thương hiệu thuộc VATAP - đơn vị đồng tổ chức; và Ban Biên tập Tạp chí Hàng hóa và Thương hiệu cũng thuộc Hiệp hội là đơn vị bảo trợ truyền thông .
Đến tháng 4/2018 Công an quận Kiến An và Quản lý thị trường TP Hải Phòng kiểm tra cơ sở sản xuất của Công ty TNHH Vinaca tại Kiến An, đã phát hiện công ty đang đóng bột than tre vào các vỏ thuốc con nhộng để tạo thành thuốc chống ung thư giả. Trong số đó có loại sản phẩm "Vinaco ung thư Co3" được quảng cáo là hỗ trợ điều trị bệnh ung thư hiệu quả cao .
Sự việc này, cũng như việc Hội Nghệ nhân và Thương hiệu Việt Nam hồn nhiên ghi Giáo sư trong bằng khen âm nhạc 2017 cho một ca sỹ , cho thấy đằng sau việc tôn vinh, trao giải thưởng của không ít tổ chức hiệp hội ngành nghề có những lỗ hổng không hề nhỏ, trong đó có sự lợi dụng để quảng bá vụ lợi cho những cá nhân hay doanh nghiệp làm hàng giả  và cần phải khởi tố hình sự các cá nhân tiếp tay cho hành động này, cũng như cần có quy chế xét vinh danh rõ ràng theo Luật Thi đua khen thưởng .

### Sự kiện Phó Chủ tịch Hiệp hội Chống hàng giả dùng bằng giả
Tháng 8/2018, một ông được coi là có trình độ Đại học được bổ nhiệm làm Phó chủ tịch VATAP nhiệm kỳ IV (2016 - 2021), với văn bằng trình ra là "dược sỹ cao cấp hạng Khá, số văn bằng A856341 cấp năm 2008". Khi ông này thực hiện mời doanh nghiệp tham dự Hội nghị "Bảo vệ và phát triển thương hiệu doanh nghiệp trong bối cảnh hội nhập" do VATAP tổ chức ngày 28/9/2018 tại tỉnh Bến Tre, thì một số người nghi ngờ ông là đồ giả. Cơ quan đại diện Tạp chí Hàng hóa và Thương hiệu phía Nam đã có công văn đề nghị Trường Đại học Dược Hà Nội xác minh văn bằng của ông này, và Trường có văn bản trả lời ngày 29/11/2018 xác nhận rõ "không cấp bằng tốt nghiệp đại học ngành dược cho ông..." . Tức là ông là hàng giả thật sự.